# トマーシュ・カラス
トマーシュ・カラス（Tomáš Kalas、1993年5月15日 - ）は、チェコ・オロモウツ出身のサッカー選手。チェコ代表。シャルケ04所属。ポジションはDF。

## 経歴
2004年に地元クラブのSKシグマ・オロモウツのユースチームでキャリアをスタートさせ、2009年にトップチームに昇格した。2010年5月5日、FCスロヴァン・リベレツ戦でデビューを果たした。
2010年7月7日、イングランドのチェルシーFCに移籍した。しかしレンタル移籍という形でオロモウツで1年間プレーを続けた。2011-12シーズンも引き続きフィテッセへレンタル移籍。
2014年6月11日、1年間のレンタル移籍で1.FCケルンに加入することが発表されたが、出場機会に恵まれず、半年でチェルシーに復帰した。
2015年1月9日、ミドルズブラFCにレンタル移籍した。
2016年7月13日、フラムFCにレンタル移籍した。
2018年8月23日、ブリストル・シティFCにレンタル移籍。2019年7月1日、ブリストル・シティFCに完全移籍。
2023年8月26日、シャルケ04に2年契約で移籍。

## 代表歴
チェコ代表として各年代でプレーする。
2012年11月14日に行われたスロバキア代表との親善試合でA代表初出場を果たした。2018年3月26日の中国代表戦で代表初得点を挙げた。

## 個人成績

### 代表での成績
| チェコ代表 | 国際Aマッチ | 国際Aマッチ |
| 年         | 出場        | 得点        |
| ---------- | ----------- | ----------- |
| 2012       | 1           | 0           |
| 2015       | 2           | 0           |
| 2016       | 2           | 0           |
| 2017       | 6           | 0           |
| 2018       | 7           | 2           |
| 2019       | 1           | 0           |
| 2020       | 3           | 0           |
| 2021       | 9           | 0           |
| 通算       | 31          | 2           |

| # | 開催日        | 会場                         | 対戦国         | 得点 | 結果 | 大会                 |
| - | ------------- | ---------------------------- | -------------- | ---- | ---- | -------------------- |
| 1 | 2018年3月26日 | 広西体育中心                 | 中華人民共和国 | 1–1  | 4–1  | チャイナ・カップ2018 |
| 2 | 2018年6月6日  | ルドルフ＝トン・スタディオン | ナイジェリア   | 1–0  | 1–0  | 親善試合             |